# Regione di Fergana
La regione di Fergana (in usbeco: Farg'ona viloyati) è una regione (viloyat) dell'Uzbekistan, situata nell'estremo est del paese, ai confini con il Tagikistan e il Kirghizistan.

## Geografia fisica

### Territorio
Il territorio della regione sorge nella Valle di Fergana, una valle pianeggiante e fertile della zona

### Clima
Il clima è tipicamente continentale con inverno rigido ed estate molto calda.

## Economia
L'agricoltura è l'attività economica principale nella regione, sono praticate soprattutto la coltivazione del cotone (tramite irrigazione), e di alberi da frutta (soprattutto albicocche), la sericoltura, l'orticoltura e la produzione di uva e vino; si alleva anche bestiame da latte e da macello.
Le risorse naturali includono petrolio, cave di argilla e di materiale da costruzione; l'industria, grazie ai giacimenti sopracitati, è basata soprattutto sulla raffinazione ma anche sulla produzione chimica e di fertilizzanti, altri settori importanti sono la produzione di tessuti, la lavorazione della seta, l'abbigliamento e le ceramiche. L'area è anche un centro di produzione di tipici oggetti artigianali uzbeki, soprattutto manufatti ceramici.

## Geografia antropica

### Suddivisioni amministrative
La regione ha come capitale la città di Fergana. Altre città importanti sono: Besharik, Khamza, Kokand, Quva, Quvasoy, Margilan e Rishton. È divisa in quindici distretti amministrativi:
| N. | Distretto                | Capoluogo   |
| -- | ------------------------ | ----------- |
| 1  | Distretto di Altyariq    | Altiariq    |
| 2  | Distretto di Baghdad     | Baghdad     |
| 3  | Distretto di Beshariq    | Beshariq    |
| 4  | Distretto di Buvayda     | Yangikurgan |
| 5  | Distretto di Dangara     | Dangara     |
| 6  | Distretto di Fergana     | Vodil       |
| 7  | Distretto di Furqat      | Navbakhor   |
| 8  | Distretto di Okhunboboev | Langar      |
| 9  | Distretto di Quva        | Quva        |
| 10 | Distretto di Rishton     | Rishton     |
| 11 | Distretto di Sokh        | Ravon       |
| 12 | Distretto di Tashlaq     | Toshlaq     |
| 13 | Distretto di Uchkuprik   | Uchkuprik   |
| 14 | Distretto di Uzbekistan  | Yaypan      |
| 15 | Distretto di Yazyavan    | Yazyavan    |

La regione ha 4 exclavi circondate da territori khirghisi. Una è costituita dal distretto di Sokh, poi ci sono la città di Shohimardon e due piccoli territori:
- Chong-Kara (o Kalacha), circa 3 km di lunghezza per 1 km di larghezza, sul fiume Sokh, tra il confine uzbeco e l'exclave di Sokh;
- Jangil.